# Stocksy United
Stocksy United, también conocida como Stocksy o Stocksy United Photography, es una cooperativa de plataformas con sede en Victoria, Columbia Británica  (Canadá) que acepta y proporciona fotografías y vídeos de stock libres de regalías o royalties. Stocksy utiliza un enfoque de edición curada para seleccionar fotos útiles y auténticas.  La cooperativa se diferencia de otras empresas de fotografía de stock por su enfoque declarado en la remuneración justa y la creación de carreras profesionales sostenibles para sus miembros.  

## Historia
Stocksy United se fundó el 20 de abril de 2012 y se lanzó públicamente el 25 de marzo de 2013.  Fue iniciado por el fundador de iStockphoto Bruce Livingstone y la cofundadora Brianna Wettlaufer.  En el momento del lanzamiento, Stocksy tenía alrededor de 220 fotógrafos contribuyentes, con planes de crecer a aproximadamente 500 fotógrafos en su primer año.  Actualmente, Stocksy tiene más de 900 miembros colaboradores seleccionados entre más de 10.000 solicitudes. Sus ingresos se duplicaron de 2014 a 2015, a 7,9 millones  de dólares. En 2015 Stocksy pagó más de la mitad de sus ingresos como regalías a a sus colaboradores, totalizando 4.3 millones de dólares.   millones de dólares, con 4.9 millones de dólares pagados a los colaboradores.  En total, durante los primeros cuatro años de actividad, Stocksy ha pagado más de 20 millones de dólares a sus casi 1.000 artistas durante el período comprendido entre 2013 y 2017. 

## Estructura cooperativa
Stocksy es una cooperativa de plataforma con tres clases de accionistas . La Clase A está compuesta por asesores, incluyendo a la directora ejecutiva Brianna Wettlaufer. La Clase B está compuesta por el personal y la Clase C por los artistas que aportan contenido. Actualmente, esta categoría cuenta con unos 980 accionistas fotógrafos. Cada miembro es copropietario de la cooperativa y tiene un voto. Cada clase cuenta con al menos dos directores en la junta directiva. 

## Colaboradores
Los fotógrafos colaboradores residen en 65 países.  Tras dos años de membresía cerrada, la Convocatoria a Artistas de Stocksy ya está abierta.  Convertirse en miembro de la cooperativa es un proceso de un solo paso: los artistas interesados envían su portafolio a través de la página web de la Convocatoria a Artistas de Stocksy. Los miembros aceptados licencian contenido creativo reciben un 50% de regalías en ventas de licencias estándar, un 75% en ventas de licencias extendidas y una participación en las ganancias al final del año en forma de retornos de patrocinio. 